# Křesťanská policejní asociace
Křesťanská policejní asociace, z. s. (ve zkratce KPA) je zapsaný spolek sdružující křesťany především z řad příslušníků Policie České republiky. KPA vznikla v květnu 2011 na setkání v Kostelním Vydří. U jejího zrodu stál mimo jiné i plk. JUDr. Jiří Komorous a bývalý policejní prezident Stanislav Novotný, kpt.Mgr
Rostislav Kotrč, kněz CČSH a policejní vyšetřovatel UOKFK.

## Předsednictvo
Předsedou KPA je mjr. ThDr. Jiří Ignác Laňka, Ph.D., vedoucí výcvikového oddělení Útvaru rychlého nasazení a jáhen pražské arcidiecéze římskokatolické církve. 

### Historie
Místopředsedou dvě funkční období byl kpt. Mgr. Rostislav Kotrč, poté co byl z KPA vyhozen, byl nahrazen plk. JUDr. Martin Lebduška, vedoucí územního odboru PČR Přerov, tajemníkem je Mgr. Tibor Brečka, MBA, kněz Církve československé husitské.